# آندوسولفان
آندوسولفان یک حشره‌کش از ترکیبات آلی کلر است و متأسفانه زیست‌انباشتگی آن تهدیدی برای سلامت بشر است. در آوریل ۲۰۱۱ تولید آن ممنوع شده است.